# Хутанський джамоат
Ґалабський джамоат (тадж. Ҷамоат Ғалаба) — джамоат у складі Фархорського району Хатлонської області Таджикистану.
Адміністративний центр — село Маргзор.
Населення — 8508 осіб (2011; 8642 в 2010, 8739 в 2009).
До складу джамоату входять 5 сіл:
| Населений пункт        | Стара назва | Населення, осіб (2009) | Населення, осіб (2010) |
| ---------------------- | ----------- | ---------------------- | ---------------------- |
| 5-річчя Таджикистану   | -           | 752                    | 744                    |
| Вахдат                 | -           | 835                    | 826                    |
| імені Нурмата Сафарова | Кизилсу     | 2421                   | 2397                   |
| Маргзор                | Маргузар    | 2396                   | 2370                   |
| Сурхоб                 | Сурхоб      | 2335                   | 2305                   |